# Liste der spanischen Botschafter in der DDR
Die Liste der spanischen Botschafter in der DDR enthält Botschafter des spanischen Staats in der DDR.

## Geschichte
Im April 1961 wurde ein Generalkonsulat in der Berliner Liechtensteinallee eröffnet (siehe Spanische Botschaft in Berlin). Die diplomatischen Beziehungen zur DDR waren die ersten des damals faschistischen spanischen Regimes zu einem Staat des Warschauer Paktes. Am 13. Januar 1973 wurde im ABC über die DDR berichtet. Im Februar 1973 erließ Francisco Franco ein Dekret zur Errichtung einer Botschaft in der DDR. Der Handelsattaché war Emilio Beladiez Navarro. Auch nach dem Ende der Diktatur in Spanien unterhielt das Land seine Botschaft in der DDR, der spanische Botschafter in der Bundesrepublik war in der Bonner Schloßstraße 4 ansässig.
| Name                                     | Besonderheiten | Amtsantritt | Amtsende |
| ---------------------------------------- | -------------- | ----------- | -------- |
| Carlos Gámir Prieto                      | [ 3 ]          | 1973        | 1976     |
|                                          |                | 1976        | 1981     |
| Manuel Gómez Acebo y de Igartua          |                | 1981        | 1985     |
| Alonso Álvarez de Toledo y Merry del Val |                | 1985        | 1990     |